# Estrada Geral do Sertão
No século XVIII havia um caminho que vinha da Bahia, cruzava o planalto Central e chegava até Mato Grosso. Também conhecida como Estrada Colonial do Planalto Central, foi o caminho mais extenso da época Colonial.
O caminho iniciava em Cachoeira no Recôncavo Baiano, passava pelas minas do Rio de Contas e alcançava o Rio São Francisco no Registro de Malhada. Daqui era possível seguir de barco para o Sul, ou continuar para o leste até as terras onde posteriormente foi criado o Distrito Federal. Este primeiro trecho é conhecido como Picada da Bahia. Do planalto central até Vila Bela da Santíssima Trindade no sertão do Mato Grosso, a Estrada Geral do Sertão se confunde com o Caminho de Goiás que partia do litoral em direção ao interior do país. Este, por sua vez, é a extensão até Mato Grosso do Caminho de São Paulo, que atravessava o sertão de Minas Gerais.

## Resgate Histórico
Há cerca de cinco anos iniciou-se um trabalho de resgate histórico desta estrada, em especial do trecho que vai do Parque Nacional Grande Sertão Veredas até a cidade de Goiás, antiga Vila Boa de Goiaz, que foi tema de livro fotográfico. O grupo de ciclistas Rebas do Cerrado explorou a região entre Formosa e Pirenópolis para definir um trajeto de ciclo-turismo que hoje é palco de provas de mountain bike.